# Josef Zubatý (indolog)
Josef Zubatý (20. dubna 1855 Praha – 21. března 1931 Praha) byl český indolog, překladatel indické literatury, etymolog, hudebník a později také bohemista. V letech 1919–1920 byl rektorem Univerzity Karlovy a od roku 1923 prezidentem České akademie věd a umění.

## Vědecká dráha
Po maturitě na Malé Straně studoval jazykovědu na Filosofické fakultě UK a zabýval se klasickými jazyky, indologií, slavistikou a srovnávací jazykovědou. Pěstoval také hudbu, byl sbormistrem a blízkým přítelem A. Dvořáka, s nímž cestoval do Londýna a pro něhož tvořil i klavírní výtahy některých jeho skladeb. V roce 1885 se stal soukromým docentem. V roce 1891 se stal mimořádným a v roce 1896 řádným profesorem staroindické filologie a srovnávacího jazykozpytu. V letech 1919 až 1920 byl rektorem Univerzity Karlovy a od roku 1923 presidentem České akademie věd a umění.
Vedle indologie se zabýval také slovanskými a baltskými jazyky. Později se věnoval rovněž českému jazyku, zejména historické mluvnici a etymologii. Soubor záznamů jeho přednášek z historické mluvnice české vyšel pod názvem České sloveso (Praha, Academia, 1980).
Již v roce 1910 byl hlavním propagátorem myšlenky vytvořit archiv nahrávek českých nářečí na gramofonových deskách. Když byla roku 1928 při České akademii věd a umění ustavena Fonografická komise v čele s prof. Josefem Chlumským, stal se jejím členem spolu s prof. Jiřím Horákem. Bylo rozhodnuto, že budou zaznamenávány veškeré zvukové projevy: hudba lidová i umělá, nářečí, projevy divadelních umělců, básníků i významných osobností veřejného života. První etapu nahrávání se podařilo uskutečnit od 19. září do 1. listopadu 1929 v Národním domě na Vinohradech. Nahrávací studio zprostředkoval Radiojournal a techniku měla na starosti firma Pathé. Bylo použito 800 záznamových kotoučů pokrytých voskem (podklad k výrobě matric), přičemž použít bylo možné 500 hotových nahrávek.
Profesor Josef Zubatý zemřel roku 1931 v Praze. Byl pohřben na Vinohradském hřbitově.

## Dílo
- Studie a články: výklady etymologické a lexikální. Praha: Česká akademie věd a umění, 1945. 399 s.